# Kamarhati

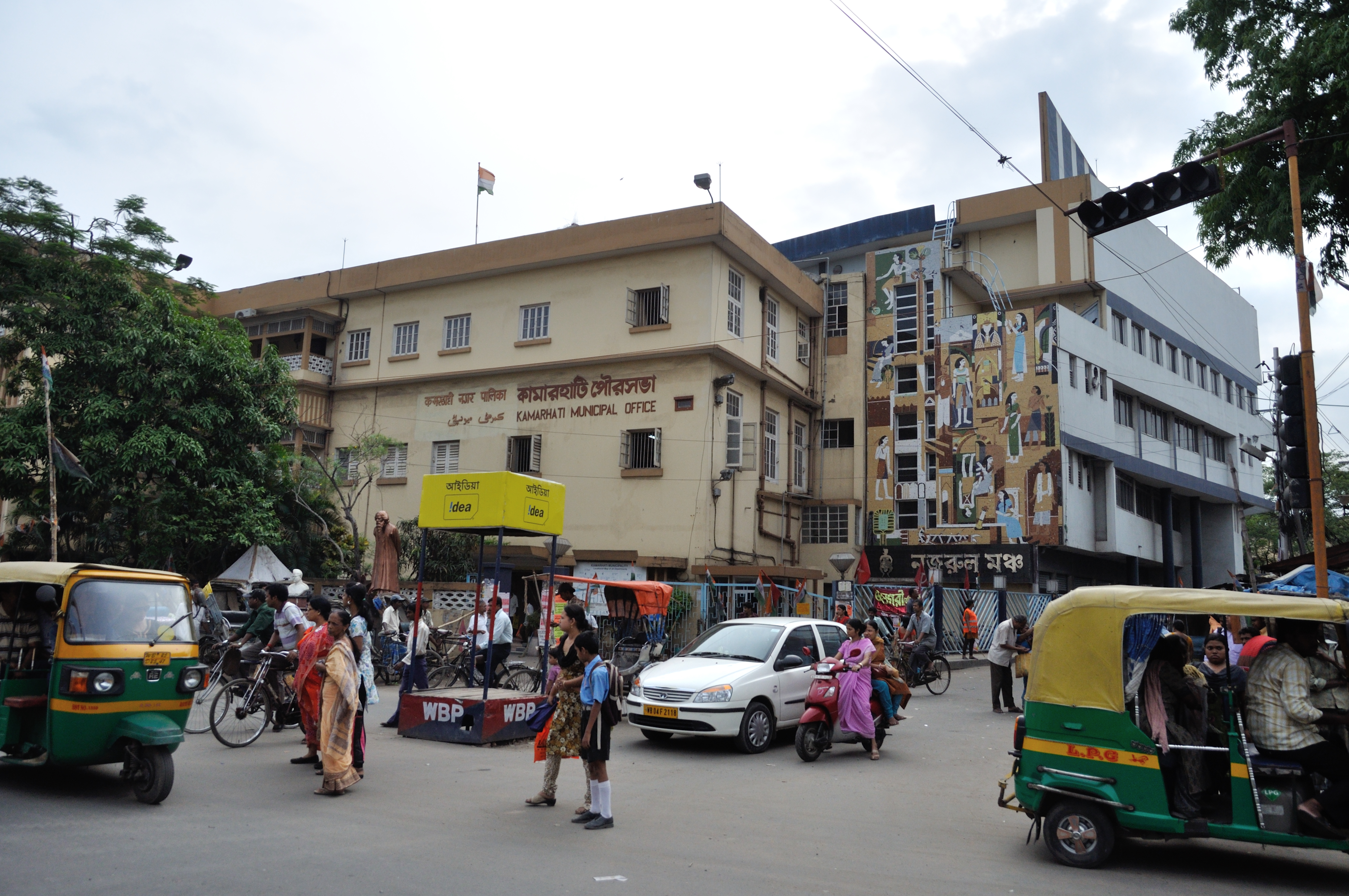
Kommunhuset i Kamarhati.

Kamarhati är en stad längs Huglifloden i Indien och är belägen i distriktet North 24 Parganas i delstaten Västbengalen. Staden, Kamarhati Municipality, ingår i Calcuttas storstadsområde och hade 330 211 invånare vid folkräkningen 2011.